# Stefano Maniscalco
Stefano Maniscalco, né à Palerme le 15 mai 1982, est un karatéka italien qui a remporté de nombreuses compétitions internationales, dont des championnats du monde de karaté en kumite individuel.

## Palmarès
- 2004 :
  -  Médaille de bronze en kumite individuel masculin ouvert aux championnats du monde de karaté 2004 à Monterrey, au Mexique[1].
  - Médaille de bronze en kumite masculin par équipe aux mêmes championnats[2].
- 2006 :
  -  Médaille d'or en kumite individuel masculin ouvert aux championnats du monde de karaté 2006 à Tampere, en Finlande[3].
  -  Médaille de bronze en kumite individuel masculin + 80 kg aux mêmes championnats.
- 2016 :
  -  Médaille d'argent en kumite individuel masculin + 84 kg aux championnats d'Europe de karaté 2016 à Montpellier, en France.